# Edwardsplatån

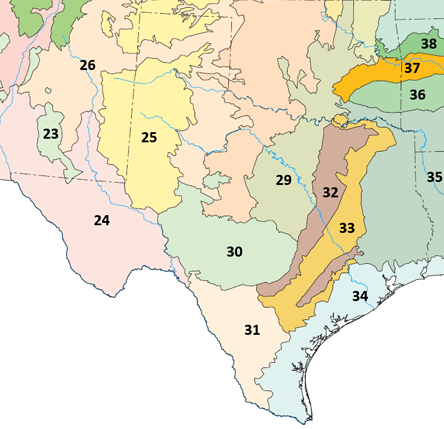
Edwardsplatån är region 30 på kartan.

Edwards Plateau är en ekoregion i centrala Texas, som utgör den allra sydligaste delen av den stora nordamerikanska prärien. Ekoregionen utgör en högplatå (högsta punkt ca 900 meter ö h), som mest består av kalksten täckt av ett mycket tunt jordlager, avgränsas i söder och öster av Balcones Escarpment och i väster av Pecos River. Brist på ytvatten och det tunna jordlagret omöjliggör jordbruk i stora delar av området, däremot används en betydande del som betesmark för nötkreatur och får.